# Cara (okręg Kluż)
Cara – wieś w Rumunii, w okręgu Kluż, w gminie Cojocna. W 2011 roku liczyła 800 mieszkańców.